# Белобрюхие крысы
Белобрюхие крысы (лат. Niviventer) — род млекопитающих из подсемейства мышиных одноимённого семейства. Эндемичен для Юго-Восточной Азии. Окаменелости представителей этого рода, найдены в Китае и Таиланде. Древнейшие из них датируются поздним плиоценом.

## Виды
Род включает 18 видов:
- Крыса Андерсона (Niviventer andersoni)
- Крыса Брамы (Niviventer brahma)
- Niviventer cameroni
- Китайская крыса (Niviventer confucianus)
- Тайваньская крыса (Niviventer coninga)
- Кремовобрюхая крыса (Niviventer cremoriventer)
- Крыса Олдфилда (Niviventer culturatus)
- Дымчатобрюхая крыса (Niviventer eha)
- Сычуаньская крыса (Niviventer excelsior)
- Niviventer fraternus
- Каштановая крыса (Niviventer fulvescens)
- Известняковая крыса (Niviventer hinpoon)
- Лангбианская крыса (Niviventer langbianis)
- Узкохвостая крыса (Niviventer lepturus)
- Niviventer lotipes
- Белобрюхая крыса (Niviventer niviventer)
- Длиннохвостая горная крыса (Niviventer rapit)
- Тенассеримская крыса (Niviventer tenaster)